# Гері Макаллістер
Гері Макаллістер (англ. Gary McAllister, нар. 25 грудня 1964, Мотервелл) — англійський футболіст, півзахисник. По завершенні ігрової кар'єри — футбольний тренер.
Як гравець насамперед відомий виступами за «Лестер Сіті», «Лідс Юнайтед» та «Ковентрі Сіті», а також національну збірну Шотландії.

## Клубна кар'єра
Вихованець футбольної школи клубу «Мотервелл». Дорослу футбольну кар'єру розпочав 1981 року в основній команді того ж клубу, в якій провів чотири сезони, взявши участь у 59 матчах чемпіонату.
Протягом 1985—1990 років захищав кольори клубу «Лестер Сіті».
Своєю грою за «лис» привернув увагу представників тренерського штабу «Лідс Юнайтед», до складу якого приєднався 2 липня 1990 року. Відіграв за команду з Лідса наступні шість сезонів своєї ігрової кар'єри. Більшість часу, проведеного у складі «Лідс Юнайтед», був основним гравцем команди.
Згодом, з 1996 по 2002 рік, грав у складі «Ковентрі Сіті» та «Ліверпуля». Виступаючи за мерсисайдців виборов титул володаря Кубка Англії, став володарем Кубка англійської ліги, володарем Кубка УЄФА та володарем Суперкубка УЄФА.
Завершив професійну ігрову кар'єру після сезону у клубі «Ковентрі Сіті», до якого повернувся 13 травня 2002 року, обійнявши посаду граючого тренера.

## Виступи за збірну
1990 року дебютував в офіційних матчах у складі національної збірної Шотландії. Протягом кар'єри у національній команді, яка тривала 10 років, провів у формі головної команди країни 57 матчів, забивши 5 голів.
У складі збірної був учасником чемпіонату світу 1990 року в Італії, чемпіонату Європи 1992 року у Швеції та чемпіонату Європи 1996 року в Англії.

## Кар'єра тренера
Після завершення ігрової кар'єри у 2003 році, покинув пост граючого тренера у «Ковентрі Сіті».
З 29 січня по 21 грудня 2008 року очолював команду клубу «Лідс Юнайтед», проте був звільнений через незадовільні результати.
Наразі останнім місцем тренерської роботи був клуб «Астон Вілла», команду якого Гері Макаллістер очолював як виконувач обов'язків тренера у 2011 році.

## Титули і досягнення
- Чемпіон Англії (1):

«Лідс Юнайтед»: 1991–92
- Володар Кубка Англії (1):

«Ліверпуль»: 2000–01
- Володар Кубка англійської ліги (1):

«Ліверпуль»: 2000–01
- Володар Суперкубка Англії (1):

«Ліверпуль»: 2001
- Володар Кубка УЄФА (1):

«Ліверпуль»: 2000–01
- Володар Суперкубка УЄФА (1):

«Ліверпуль»: 2001